# سكوت ويلسون (لاعب كرة قدم)
سكوت ويلسون (بالإنجليزية: Scott Wilson)‏ (و. 1977  م) هو لاعب كرة قدم، من المملكة المتحدة، ولد في إدنبرة، يلعب كمُدَافِع، وقلب الدفاع (كرة القدم).

## روابط خارجية
- سكوت ويلسون على موقع قاعدة بيانات كرة القدم.إي يو (الإنجليزية)
- سكوت ويلسون على موقع Soccerbase.com (لاعب) (الإنجليزية)
- سكوت ويلسون على موقع Soccerway.com (الإنجليزية)